# A telhetetlen méhecske
A telhetetlen méhecske 1958-ban bemutatott magyar rajzfilm, amelyről a vörös csápú torkos méhecskéről szól. Az animációs játékfilm írója és rendezője Macskássy Gyula, zeneszerzője Ilosvay Gusztáv. A mozifilm a Pannónia Filmstúdió gyártásában készült, a MOKÉP forgalmazásában készült.

## Rövid tartalom
„Mese a méhecskéről, aki telhetetlenségében elhagyja társait és saját útját járja. Alkut köt a lódarázzsal, de a darázs is becsapja. Az őszi hidegben bölcs barátja, a körte és a kertész menti meg életét. A méhecske megbánja tettét, így társai visszafogadják a kaptárba.”

## Alkotók
- Írta és rendezte: Macskássy Gyula
- Zenéjét szerezte: Ilosvay Gusztáv
- Operatőr: Cseh András, Király Erzsébet
- Hangmérnök: Császár Miklós
- Vágó: Czipauer János
- Tervező: Dargay Attila
- Háttér: Csermák Tibor, Nepp József
- Rajzolták: Cselle Magdi, Dlauchy Ferenc, Kiss Bea, László Andor, Nagy Pál és még sokan mások
- Színes technika: Dobrányi Géza
- Gyártásvezető: Bártfai Miklós, Henrik Irén

Készítette a Pannónia Filmstúdió

## Díjai
- 1959, Edinborough oklevél
- 1959, Stradford oklevél[1]